# Nenad Ban
Nenad Ban (Zagreb, 3. svibnja 1966.) hrvatski je znanstvenik specijaliziran za područja molekularne biologije i biokemije. Dopisni je član HAZU.

## Karijera
Od 1995. godine radi na Sveučilištu Yale s Thomasom Steitzom gdje proučava građu velike ribosomske podjedinice koju otkriva 2000. godine. Odgonetnuli su tajnu prostorne građe prokariotskih ribosoma. Za rad na tom istraživanju dobio je Nagradu Newcomb-Cleveland, koju dodjeljuje Američko društvo za unaprjeđenje znanosti a njegovi se rezultati smatraju prekretnicom u istraživanju sinteze bjelančevina. Iste godine odlazi u Zürich gdje 2007. godine postaje profesor strukturne molekularne biologije na švicarskom Federalnom tehničkom institutu. 2008. godine otkriva podrobnu građu sintetaze masnih kiselina u sisavaca a 2011. objavljuje dva rada u kojima otkriva prvu detaljnu strukturalnu informaciju o ribosomu iz višeg organizma i način na koji ribosom sintetizira membranske proteine.